# Cavendish River
Der Cavendish River ist ein Fluss im Südwesten der Südinsel Neuseelands und Teil des Fiordland-Nationalparks. Er entspringt in den Cameron Mountains südwestlich des 1153 m hohen Caton Peak und fließt, von zahlreichen Bächen gespeist, in südlicher Richtung bis zur Foveauxstraße, nahe der Südwestspitze der Südinsel.
Den Namen erhielt der Fluss von John Hay in Erinnerung an Frederick Cavendish, der im selben Jahr bei den Phoenix-Park-Morden getötet worden war.